# Gobio feraeensis
 Gobio feraeensis és una espècie de peix cipriniforme de la família dels ciprínids.